# Ronald Davies Graham McKay
Ronald Davies Graham McKay é um biologista molecular e pesquisador de Células-tronco britânico. Trabalha nos Institutos Nacionais da Saúde em Bethesda, Maryland.

## Condecorações selecionadas
- 2002 Prêmio Neuroplasticidade
- 2003 Medalha Max Delbrück[1]
- 2004 Prêmio Ernst Schering